# Snowboard ai XXIV Giochi olimpici invernali - Big air maschile
La gara di big air maschile dei XXIV Giochi olimpici invernali di Pechino, in Cina, si è svolta dal 14 al 15 febbraio presso il Big Air Shougang.

## Risultati

### Qualificazioni
| Pos. | #  | Atleta              | Nazione       | Run 1 | Run 2 | Punti | Note   |   |
| ---- | -- | ------------------- | ------------- | ----- | ----- | ----- | ------ | - |
| 1    | 1  | Maxence Parrot      | Canada        | 78.25 | 86.50 | 26.50 | 164.75 | Q |
| 2    | 3  | Takeru Otsuka       | Giappone      | 68.50 | 75.50 | 91.50 | 160.00 | Q |
| 3    | 2  | Redmond Gerard      | Stati Uniti   | 75.50 | 80.00 | 78.75 | 158.75 | Q |
| 4    | 27 | Hiroaki Kunitake    | Giappone      | 83.75 | 61.50 | 74.50 | 158.25 | Q |
| 5    | 23 | Su Yiming           | Cina          | 92.50 | 62.75 | 28.00 | 155.25 | Q |
| 6    | 4  | Marcus Kleveland    | Norvegia      | 87.75 | 63.75 | 61.25 | 151.50 | Q |
| 7    | 9  | Sven Thorgren       | Svezia        | 80.75 | 70.25 | 33.75 | 151.00 | Q |
| 8    | 6  | Mark McMorris       | Canada        | 81.50 | 65.75 | 65.75 | 147.25 | Q |
| 9    | 10 | Mons Røisland       | Norvegia      | 31.25 | 80.00 | 66.50 | 146.50 | Q |
| 10   | 5  | Chris Corning       | Stati Uniti   | 64.25 | 17.50 | 81.75 | 146.00 | Q |
| 11   | 19 | Niek van der Velden | Paesi Bassi   | 79.00 | 60.00 | 63.75 | 142.75 | Q |
| 12   | 13 | Darcy Sharpe        | Canada        | 29.00 | 77.50 | 64.50 | 142.00 | Q |
| 13   | 14 | Rene Rinnekangas    | Finlandia     | 78.75 | 12.25 | 60.75 | 139.50 |   |
| 14   | 12 | Nicolas Huber       | Svizzera      | 64.25 | 75.00 | 24.75 | 139.25 |   |
| 15   | 25 | Kaito Hamada        | Giappone      | 80.75 | 41.75 | 55.75 | 136.50 |   |
| 16   | 28 | Ståle Sandbech      | Norvegia      | 69.50 | 15.50 | 66.50 | 136.00 |   |
| 17   | 11 | Sean FitzSimons     | Stati Uniti   | 53.25 | 68.75 | 16.25 | 122.00 |   |
| 18   | 17 | Kalle Järvilehto    | Finlandia     | 22.75 | 85.75 | 22.00 | 107.75 |   |
| 19   | 30 | Vlad Khadarin       | ROC           | 67.00 | 37.25 | 30.00 | 104.25 |   |
| 20   | 24 | Niklas Mattsson     | Svezia        | 18.50 | 80.75 | 21.75 | 102.50 |   |
| 21   | 8  | Dusty Henricksen    | Stati Uniti   | 23.00 | 72.75 | 20.75 | 93.50  |   |
| 22   | 29 | Emiliano Lauzi      | Italia        | 23.50 | 80.75 | 12.25 | 93.00  |   |
| 23   | 18 | Tiarn Collins       | Nuova Zelanda | 71.25 | 14.25 | 21.25 | 92.50  |   |
| 24   | 26 | Noah Vicktor        | Germania      | 60.50 | 18.25 | 29.75 | 90.25  |   |
| 25   | 20 | Leon Vockensperger  | Germania      | 66.00 | 24.00 | 17.25 | 90.00  |   |
| 26   | 7  | Sébastien Toutant   | Canada        | 67.00 | 22.50 | 11.25 | 89.50  |   |
| 27   | 21 | Jonas Bösiger       | Svizzera      | 60.00 | 9.50  | 15.75 | 75.75  |   |
| 28   | 22 | Matthew Cox         | Australia     | 56.25 | 19.00 | 13.75 | 70.00  |   |
| 29   | 15 | Ruki Tobita         | Giappone      | 25.75 | 16.25 | 20.25 | 46.00  |   |

### Finale
| Pos.    | #  | Atleta              | Nazione     | Run 1 | Run 2 | Run 3 | Punti  |
| ------- | -- | ------------------- | ----------- | ----- | ----- | ----- | ------ |
| Oro     | 23 | Su Yiming           | Cina        | 89.50 | 93.00 | 33.00 | 182.50 |
| Argento | 10 | Mons Røisland       | Norvegia    | 89.25 | 75.75 | 82.50 | 171.75 |
| Bronzo  | 1  | Maxence Parrot      | Canada      | 28.25 | 94.00 | 76.25 | 170.25 |
| 4       | 27 | Hiroaki Kunitake    | Giappone    | 82.25 | 50.25 | 84.00 | 166.25 |
| 5       | 2  | Red Gerard          | Stati Uniti | 82.50 | 19.25 | 83.25 | 165.75 |
| 6       | 19 | Niek van der Velden | Paesi Bassi | 83.75 | 78.25 | 26.75 | 162.00 |
| 7       | 5  | Chris Corning       | Stati Uniti | 92.00 | 35.50 | 64.00 | 156.00 |
| 8       | 4  | Marcus Kleveland    | Norvegia    | 87.75 | 62.25 | 39.00 | 150.00 |
| 9       | 3  | Takeru Otsuka       | Giappone    | 17.25 | 95.00 | 33.75 | 128.75 |
| 10      | 6  | Mark McMorris       | Canada      | 80.50 | 21.00 | 33.25 | 113.75 |
| 11      | 9  | Sven Thorgren       | Svezia      | 25.25 | 67.00 | 21.50 | 88.50  |
| 12      | 13 | Darcy Sharpe        | Canada      | 20.00 | 82.00 | 5.75  | 87.75  |